# Löschzug

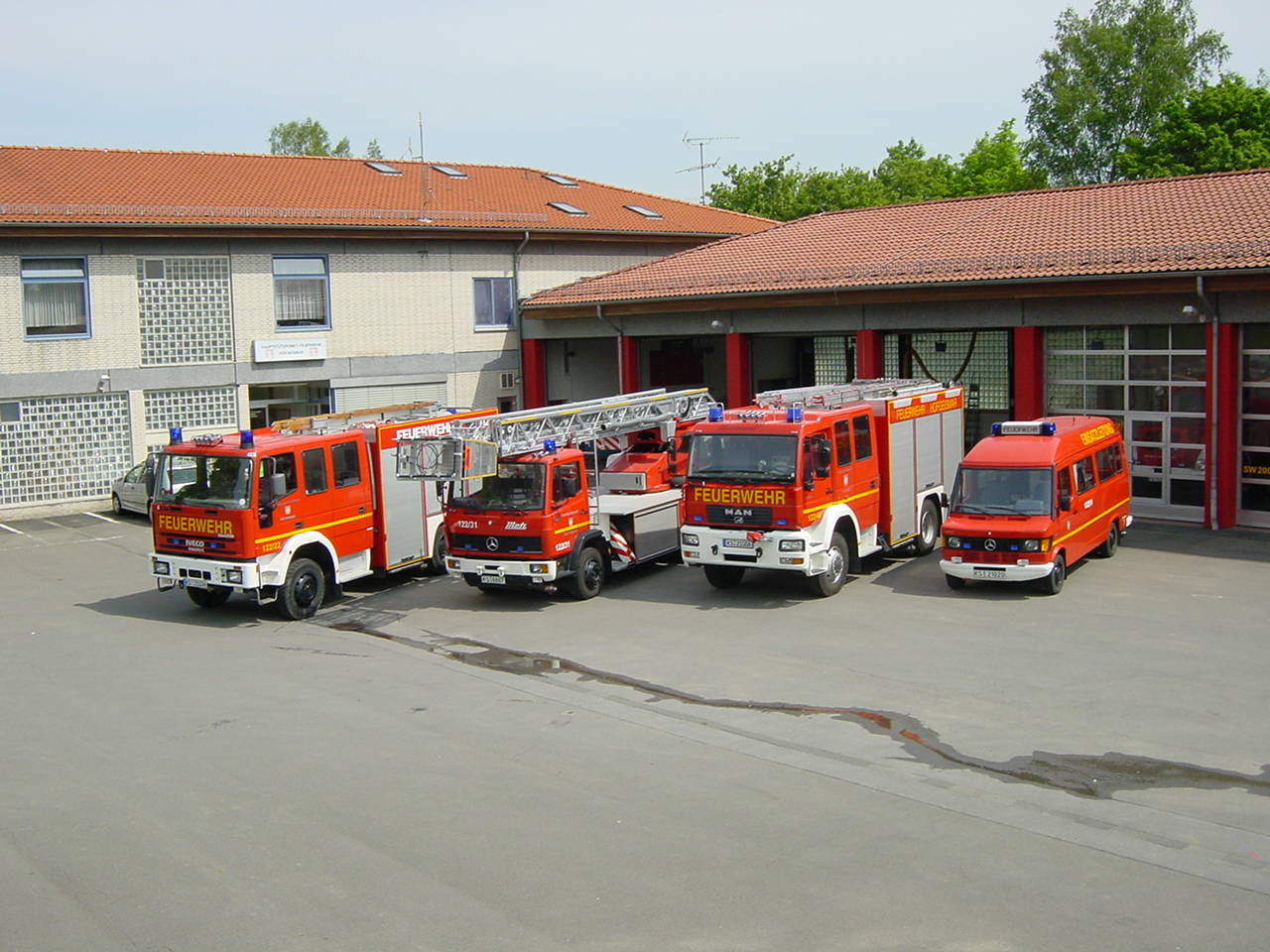
Standard-Löschzug der Freiwilligen Feuerwehr

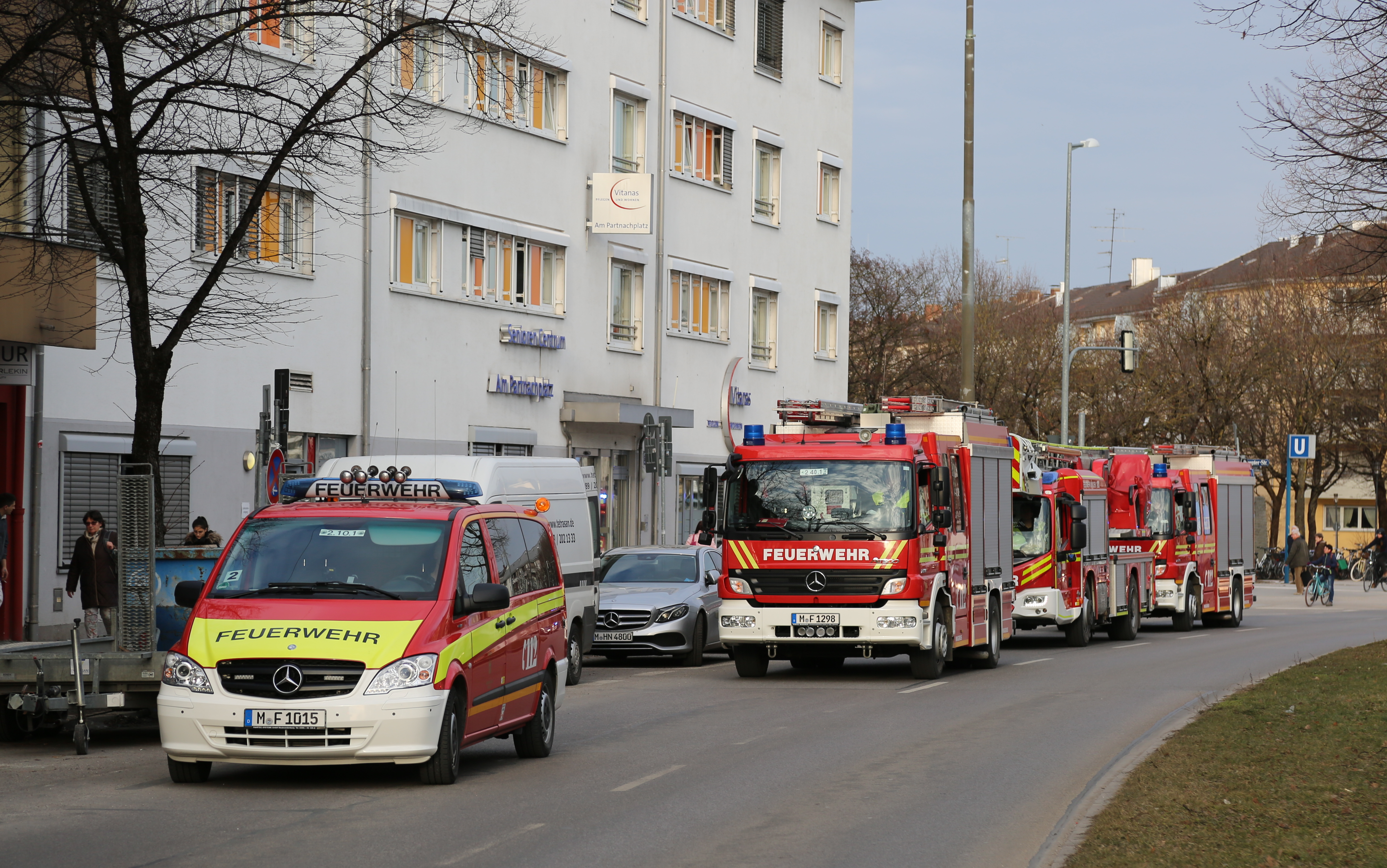
Löschzug (RTW fehlt) der Feuerwehr München

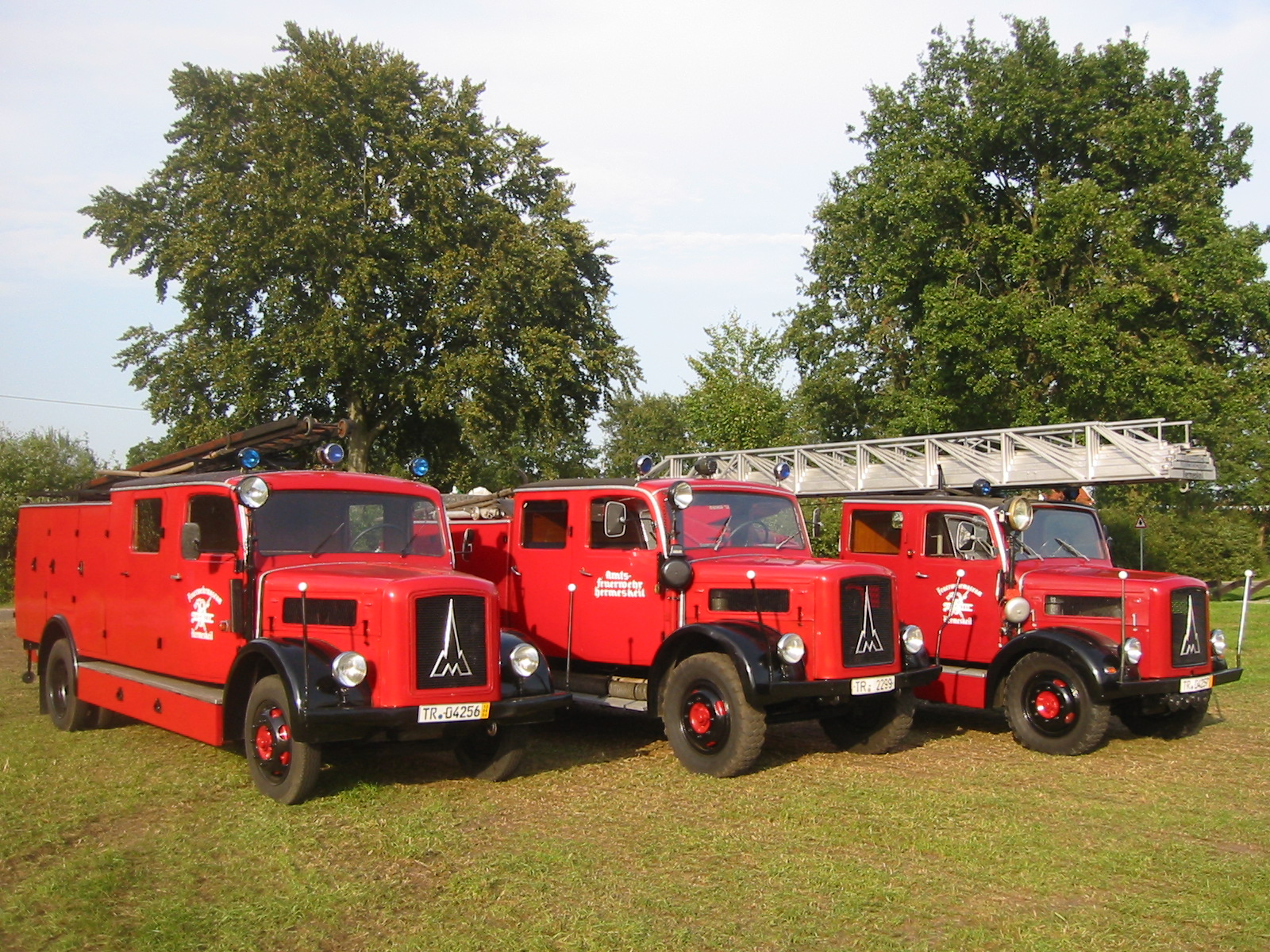
Magirus-Deutz-Löschzug mit LF 15 von 1942, TLF 15/48 von 1950 und DL 24-2 von 1952 (Rheinland-Pfälzisches Feuerwehrmuseum Hermeskeil)

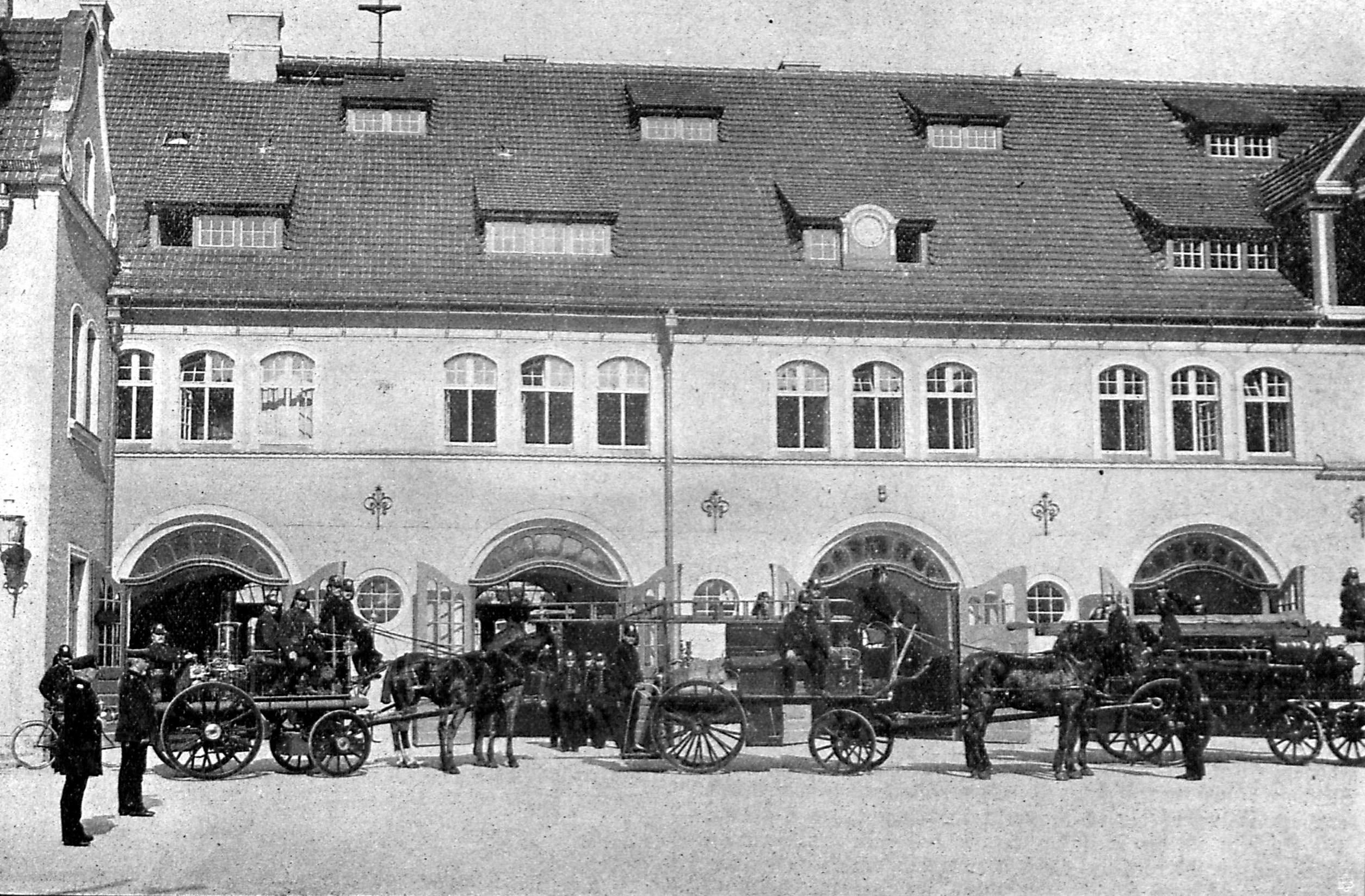
Lübecker Löschzug (1906)

Der Löschzug ist eine taktische Einheit in Zugstärke, deren primäre Aufgabe in der Brandbekämpfung liegt. In Deutschland besteht ein Zug nach der Feuerwehr-Dienstvorschrift 3 aus 22 Einsatzkräften in zwei Gruppen und einem Zugtrupp. Je nach regionaler Einsatz- und Ausrückeordnung können Löschzüge aber auch für technische Hilfeleistungen herangezogen werden.

## Größe und Zusammensetzung
Der Löschzug wird umgangssprachlich oft mit einem Löschfahrzeug gleichgesetzt. Er besteht jedoch gemäß Definition aus 22 Einsatzkräften auf bzw. in ihrem Gerät, also in jedem Fall einer Zusammenstellung aus mehreren Fahrzeugen. Häufig finden sich aus organisatorischen Gründen mehr als 22 Personen in den Löschzügen. Gerade bei Landgemeinden mit mehreren Ortsteilen stellt die Freiwillige Feuerwehr des jeweiligen Ortsteils oder Dorfes meist einen einzelnen Löschzug. Andererseits betreiben Berufsfeuerwehren oft Löschzüge mit deutlich weniger als 22 Personen.
Insbesondere bei größeren Feuerwehren setzt sich ein Löschzug oft zusammen aus den jeweiligen Mannschaften mit
- einem Führungsfahrzeug, meist einem Einsatzleitwagen (Abkürzung: ELW), welcher den Zugtrupp und den Zugführer (0/1/2/3 + 1/0/0/1) transportiert und
- einer Gruppe, die mit einem Löschgruppenfahrzeug befördert wird (0/1/8/9). Eine weitere Gruppe teilt sich auf in
- einer Staffel aus dem Tanklöschfahrzeug oder einem weiteren Löschgruppenfahrzeug (0/1/5/6) und
- einem Selbstständigen Trupp auf dem Hubrettungsfahrzeug (0/1/2/3).

In diesem Fall gibt man die Zugstärke mit 1/4/17/22 an.
Diese Fahrzeugkombination ist zwar recht weit verbreitet, jedoch nicht zwingend. Ebenso ist die Kombination aus zwei Löschgruppenfahrzeugen und einem Einsatzleitwagen oder einem Löschgruppenfahrzeug, einem Tanklöschfahrzeug und einem Rüstwagen oder Großtanklöschfahrzeug o. ä. möglich. Bei Berufsfeuerwehren weit verbreitet ist auch eine Kombination aus Vorauslöschfahrzeug, Löschgruppenfahrzeug (LF) oder Hilfeleistungslöschgruppenfahrzeug (HLF) und Hubrettungsfahrzeug. In manchen Fällen verfügt ein Zug über keinen Zugtrupp; der Zugführer fährt dann auf dem ersten Löschgruppenfahrzeug mit.
Bei besonderer Gefahrenlage kann zudem ein erweiterter Löschzug eingesetzt werden. Hierbei kann ein Löschzug um ein Fahrzeug bis zur Gruppenstärke erweitert werden. Nach der bis zum Jahr 2005 gültigen Feuerwehr-Dienstvorschrift 5 (Der Zug im Löscheinsatz) sprach man von einer Erweiterung um einen weiteren Trupp (0/1/2/3).
Siehe Brandschutzdienst für die Löschzüge des Brandschutzdienstes nach Bundesvorgaben.
In einigen deutschen Großstädten wird der Löschzug standardmäßig noch mit einem Rettungswagen (RTW) ergänzt. Dieser fährt in erster Linie zum Eigenschutz mit, sodass keine Rettungsmittel extra zur Bereitstellung angefordert werden müssen. Als Beispiel für einen mit RTW ergänzten Löschzug gelten die Feuerwehren in München, Braunschweig oder Augsburg.

## Löschzug gemäß AGBF
Neben diesem klassischen Löschzug gibt es in Deutschland weiterhin den AGBF-Löschzug (AGBF = Arbeitsgemeinschaft der Leiter der Berufsfeuerwehren).
Im Gegensatz zum klassischen Löschzug sieht der AGBF-Löschzug für das Kriterium kritischer Wohnungsbrand nur noch eine Besatzung von 16 Feuerwehrangehörigen vor.
Ein Löschzug nach AGBF kann auch gemäß Rendezvous-System an der Einsatzstelle zusammengefügt werden, d. h. Fahrzeuge mehrerer Standorte ergänzen sich an der Einsatzstelle zum Löschzug.
In der Regel besteht solch ein Löschzug aus
- einem Einsatzleitwagen ELW (mit 1/0/1/2 besetzt) als Führungsfahrzeug,
- zwei Löschfahrzeugen, z. B. HLF 20/16 (je mit einer Staffel 0/1/5/6), und
- einer Drehleiter, z. B. DLA(K) 23/12 (mit 0/1/1/2 besetzt).

Somit ergibt sich eine Stärke von 1/3/12/16 Feuerwehrangehörigen (SB). Ein Beispiel für dieses Vorgehen ist die Berliner Feuerwehr, bei der seit 1999 keine klassischen Löschzüge mehr aufgestellt werden.

## Löschzug im Katastrophenschutz des Landes NRW
In Nordrhein-Westfalen sind diverse Katastrophenschutzkonzepte zur überörtlichen Hilfe erlassen und etabliert. Im Konzept für die „Vorgeplante überörtliche Hilfe im Brandschutz und der Hilfeleistung durch die Feuerwehren im Land Nordrhein-Westfalen“ wird die Zusammensetzung von Löschzügen wie folgt definiert:
- Zugführer mit Führungstrupp auf ELW 1 (Stärke 1/1/2/4)
- 1 Löschgruppe auf HLF 20 oder vergleichbarem Fahrzeug (Stärke 0/1/5/6)
- 1 Löschgruppe auf LF20 Kats oder vergleichbarem Fahrzeug (Stärke 0/1/5/6)
- 1 MTF oder vergleichbares Fahrzeug als Personalreserve (Stärke 0/1/5/6)

Je nach Einsatzszenario kann ein solcher Löschzug durch ein weiteres Fahrzeug ergänzt werden:
- 1 SW 2000 (z. B. für Löschwasserförderung)
- 1 Gerätewagen Logistik (z. B. für Hochwasserlagen)
- 1 Tanklöschfahrzeug (z. B. für Waldbrände)
- 1 Rüstwagen (z. B. für technische Hilfeleistung)

Die planerische Gesamtstärke eines Löschzuges liegt somit ohne Erweiterung bei 1/3/18/22, mit einer der Erweiterungen bei 1/4/20/25.
Diese Löschzüge werden nur zusammengezogen, um bei Katastrophenlagen im Rahmen der Amtshilfe in Verbandsstärke zum Einsatzort entsandt zu werden. Vier Löschzüge bilden dann zusammen mit einem Logistikzug NRW und einer Bereitschaftsführung (Führungsstufe C gemäß FwDV 100: Führungsgruppe mit ELW 2) die Bezirksbereitschaft NRW, die 24-mal in NRW aufgestellt wurde.